# Harry Meyer
Harry Meyer (* 1960 in Neumarkt in der Oberpfalz) ist ein deutscher Maler.

## Leben
Von 1976 bis 1979 absolvierte er eine Handwerkslehre in Nürnberg. Meyer studierte von 1988 bis 1993 Architektur. Seit 1993 ist er freischaffend als Maler tätig. 1994 nahm er an dem Meisterkurs Art in Architecture bei dem berühmten Künstler Frank Stella teil. Er ist Mitglied der Münchener Neuen Gruppe.
2005 hatte er eine Gastprofessur am Pentiment, der Hochschule für angewandte Wissenschaften in Hamburg, inne.

## Stilistik
Haupt-Schwerpunkte in Meyers Malerei sind die Landschaft sowie der Mensch. Mit expressiver Gestik, intensiver Farbigkeit und pastosem Farbauftrag entstand in den letzten 25 Jahren ein umfangreiches künstlerisches Werk. Dem Atmosphärischen, den unterschiedlichen, sich wandelnden Lichtverhältnissen sowie den durch Witterungs- und Sinterungsprozesse entstandenen Strukturen, gilt dabei Meyers besondere Vorliebe. Für seine Malerei hat Harry Meyer selbst eine prägnante Definition gefunden: „Energie“. „Ich male Natur!“ sagt Harry Meyer „Und wenn ich Natur male, dann male ich auch Naturgesetze, Zusammenhänge, die herrschen, bestimmte Gegebenheiten, die sich daraus entwickelt haben, die sowohl den physischen, als auch den geistigen Raum bezeichnen, den Raum in dem ich mich befinde, in dem wir uns befinden.“

## Preise und Stipendien
- 1986 Symposium Gundelfingen[1]
- 1992: Schwäbischer Kunstpreis
- 1993: Kunstförderpreis für Malerei der Stadt Augsburg
- 1996: Arbeitsstipendium Künstlerbahnhof Ebernburg e.V., Rheinland-Pfalz
- 1997: Arbeitsstipendium der Stiftung Kulturfonds/Berlin im Künstlerhaus Lukas in Ahrenshoop
- 1998: Kunstpreis Aichach
- 1999: Anerkennungspreis der Nürnberger Nachrichten;Kunstpreis Dillingen
- 2000: Kunstpreis der Stadt Limburg; Kunstpreis der Nürnberger Nachrichten
- 2001: Helen-Abbott-Förderpreis für bildende Kunst, Berlin – New York
- 2002: Kunstpreis der Stadt Donauwörth
- 2003: Lucas-Cranach-Preis der Cranach-Stiftung, Wittenberg
- 2004: Stipendium der Stadt Wertingen
- 2005: Gastprofessur für Malerei in Pentiment, Hochschule für angewandte Wissenschaften, Hamburg
- 2006: Anerkennungspreis der Nürnberger Nachrichten
- 2012: Kunstpreis des Landkreises Augsburg
- 2015 Kulturpreis der Stadt Neumarkt in der Oberpfalz[2]
- 2015: Teilnahme am Symposium Betzigau[3]
- 2020 Johann-Georg-Fischer Kunstpreis der Stadt Marktoberdorf[4]

## Arbeiten in Sammlungen
- Sammlung des Deutschen Bundestages Auswärtiges Amt, Berlin
- Bayerische Staatsgemäldesammlungen
- Städtische Kunstsammlungen Augsburg
- Städtische Kunstsammlung Regensburg
- Städtische Kunstsammlung Tuttlingen
- Städtische Kunstsammlung Radolfzell
- Neues Stadtmuseum Landsberg
- Regierungspräsidium Freiburg
- Kunstsammlung Fujitsu Siemens
- Kunstsammlung der DG-Bank, Frankfurt
- Bayerische Landeszentralbank
- LfA Förderbank Bayern, München
- Sammlung des Landkreises Ravensburg
- Sammlung der Nürnberger Nachrichten
- Sammlung Krohne Meßtechnik, Duisburg
- Fürstliche Kunstsammlungen, Wolfegg
- Diözese Rottenburg/Stuttgart
- Schwäbische Galerie, Oberschönenfeld
- Kunstsammlung der Stadt Neumarkt
- Sparkassensammlungen Augsburg, Aschaffenburg, Füssen, Göppingen, Gottmadingen, Ingolstadt, Kaufbeuren und Schweinfurt
- Fujitsu Siemens Computers
- Sammlung Hurrle, Durbach
- SAP, Walldorf

## Ausstellungen
- 1992–2000: Museum Bochum;Städtische Galerie Nagahama (Japan); Goethe-Institut, Belem/Brasilien; Städtische Galerie Rosenheim; 11. Nationale der Zeichnung, Augsburg; Art Cologne, Galerie Weise, Chemnitz; Große Kunstausstellung, München; Große Kunstausstellung NRW, Düsseldorf; Biennale der zeitgenössischen Druckgraphik Italiens, Mirano; Art Frankfurt; Kunstsammlungen der Stadt Limburg; Hallescher Kunstverein, Halle; Germanisches Nationalmuseum, Nürnberg
- 2001: 14. Nationale der Zeichnung, Augsburg
- 2002: Kunsthaus Nürnberg
- 2002: Der Berg, Heidelberger Kunstverein
- 2003: Lucas-Cranach-Stiftung, Wittenberg
- 2003: Galerie Rothe, Frankfurt am Main
- 2004: Fine Art Institut, Shenzhen/VR China
- 2004: Galerie Rothe, Frankfurt am Main
- 2005: Galerie Netuschil
- 2005: DarmstadtGalerie
- 2005: Peter Bäumler, Regensburg
- 2005: Galerie Rothe, Frankfurt am Main
- 2006: 2. Biennale der Zeichnung, KV-Eislingen
- 2006: Galerie Keller, Mannheim
- 2006: Städtische Galerie Böblingen
- 2006: Bode Galerie & Edition, Nürnberg
- 2007: Domschatz- und Diözesanmuseum Eichstätt
- 2007:  Bode Galerie & Edition Nürnberg
- 2008: Bode Galerie & Edition
- 2008: Kulturspeicher Oldenburg
- 2008: Stadtmuseum Erlangen
- 2008: Kunsthaus Nürnberg
- 2009: Kunstverein Coburg
- 2009: Bode Galerie & Edition Seoul
- 2009: Kunsthalle Emden
- 2009: Goethe-Institut München
- 2009: Landesmuseum Oldenburg
- 2009: Magie der Farbe – Pastose Malerei, Farbmaterie, Farbräume[5] Kunsthalle Dominikanerkirche, Osnabrück, Deutschland (mit u. a. Christiane Conrad, Rudolf Englert, Werner Knaupp, Dieter Krieg, Eugène Leroy, Adolphe Monticelli, Bernd Schwarting, Rainer Splitt, Theo Wolvecamp)
- 2010: Galerie Tobias Schrade, Ulm
- 2010: Bode Galerie & Edition, Nürnberg
- 2010: Ausstellung zum NN-Kunstpreis: Musée des Beaux-Arts, Nizza
- 2010: Gallery Chungdam, Seoul
- 2010: Städtische Galerie Budapest, Ungarn
- 2011: Museum Würth in Künzelsau
- 2011: Ernst-Ludwig-Kirchner-Verein in Fehmarn gemeinsam mit Menno Fahl
- 2012: Malerei Städtische Galerie im Fruchtkasten des Klosters Ochsenhausen
- 2012 Landschaftsmalerei Galerie im Alten Bau, Geislingen
- 2013: Museum für Bildende Kunst in Oberfahlheim
- 2013: White Birch Gallery in Seoul, Korea
- 2013: Stillleben, Bode Galerie
- 2013: Verleihung des Kunstpreises des Landkreises Augsburg 2012
- 2014: Kleine Welten, Städtische Galerie Schwabach (Kooperation mit Bode Galerie)
- 2014: Painting 1993–2013,  Bode Galerie & Edition in Nürnberg
- 2014: Bode Project Space in Daegu, Seoul
- 2015: MalerWelten, Gut Altenkamp, Papenburg (Kooperation der Bode Galerie & Edition mit dem Kulturkreis Papenburg)
- 2016: Belebte Stillleben, Bode Galerie & Edition in Nürnberg
- 2018: Bäume, Bode Galerie & Edition in Nürnberg
- 2019: Ost-West,[6] Dialogausstellung mit Woo Jong Taek, Bode Galerie & Edition mit dem Kronacher Kunstverein
- 2022: Malerwelt 2020–2022,[7]  Städtische Galerie im Leeren Beutel, Regensburg
- 2023: Kunstverein Kaponier, Vechta